# Валенсійський перехідний субдіалект

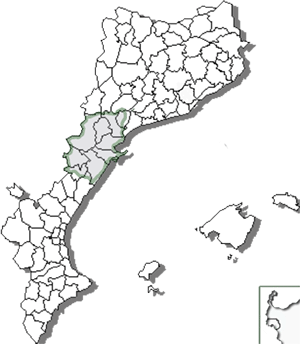
Валенсійський перехідний (каталанський туртозький) субдіалект північноваленсійського (ебрського) діалекту каталанської мови на мапі каталанських країн

Валенсі́йський перехідни́й (катала́нський турто́зький) субдіале́кт (кат. català tortosí, valencià de transició) – субдіалект північноваленсійського (ебрського) діалекту каталанської мови, яким говорять у південній частині Каталонії та на півночі Валенсії, а також та на південному заході Західної смуги в Арагоні (кумарка Матарранья). Субдіалект, як і весь північноваленсійський діалект, належить до групи західних діалектів каталанської мови.

## Особливості валенсійського перехідного (каталанського туртозького) субдіалекту
- Перехід [dʒ] у [ʒ] та [jʒ].
- Можливість випадіння міжголосного /d/ у суфіксах -ada та -ador (хоча велика кількість мовців цей приголосний вимовляє).
- Вимова як [ɛ] закінчення -a в дієсловах у деяких зонах.

Валенсійський перехідний субдіалект має також такі спільні риси з іншим субдіалектом північноваленсійського діалекту — кастельйоським (ці риси відрізняють північноваленсійський діалект від літературної каталанської мови):
- Закінчення -o дієслів у першій особі однини теперішнього часу.
- Закінчення -às, -és, -ís у дієслівній формі imperfet de subjuntiu.
- Літери b та v позначають один середній звук (явище бетацизму).
- Загальновживаною формою означеного артиклю чоловічого роду є lo / los.
- Збереження -d- між голосними у суфіксах -ada та -ador.
- Кінцеве -r не вимовляється.
- Закінчення -e 3-ї особи однини у теперішньому часі (кат. ell cante, ell cantave).
- Перехід z та s у [ʒ] та [ʃ]: dotze > [dodʒe], pots > [pɔtʃ].
- Злиття фонем [s] та [ʃ]: caixó > [kajso].